# Shao Jiayi
Shao Jiayi  (Chinesisch: 邵佳一, Shào Jiāyī) (* 10. April 1980 in Peking, China) ist ein ehemaliger chinesischer Fußballspieler.

## Karriere
Shao war ein vielseitig einsetzbarer offensiver Mittelfeldspieler. Er begann seine Profikarriere bei Beijing Guoan in China. 2002 wechselte er für 1,3 Millionen Euro Ablöse nach Deutschland zum TSV 1860 München. Dort wurde er anfangs meistens eingewechselt, entwickelte sich aber immer mehr zum Stammspieler und stand in der Saison 2005/06 bei 25 der 34 Saisonspielen auf dem Feld. Da die Löwen allerdings in Finanzsorgen steckten und Shao zu den Topverdienern im Verein gehörte, wurde sein Vertrag nicht verlängert. Er wechselte ablösefrei zu Energie Cottbus, wo er zuerst in der Bundesliga und nach dem Abstieg des Vereins 2009 in der 2. Bundesliga spielte und als Höhepunkt 2011 als Zweitligist bis in das DFB-Pokal-Halbfinale vorstieß.
Am 9. Mai 2011 gab der MSV Duisburg, gegen den er kurz zuvor im DFB-Pokal-Halbfinale ausschied, die ablösefreie Verpflichtung von Shao Jiayi bekannt. Shao unterschrieb einen Zweijahresvertrag. Im selben Jahr wechselte Shao zurück zu seinen Heimatverein Beijing Guoan. Im November 2015 beendete er dort auch seine Karriere, inzwischen ist er bei dem Verein als Sportdirektor tätig.
Shao absolvierte außerdem einige Spiele für die Nationalmannschaft Chinas, darunter auch beim AFC Asian Cup 2004, wo er in sechs Spielen drei Tore schoss. Der Gastgeber China verlor damals das Finale gegen Japan mit 1:3.

## Privates
Shao Jiayi ist verheiratet und hat drei Kinder.